# Campyloneurus cingulicauda
Campyloneurus cingulicauda är en stekelart som beskrevs av Günther Enderlein 1920. Campyloneurus cingulicauda ingår i släktet Campyloneurus och familjen bracksteklar. Utöver nominatformen finns också underarten C. c. watanabei.